# Gregariella coralliophaga
Gregariella coralliophaga är en musselart som först beskrevs av Gmelin 1791.  Gregariella coralliophaga ingår i släktet Gregariella och familjen blåmusslor. Inga underarter finns listade i Catalogue of Life.